# Haus unter dem Stern
Das Haus unter dem Stern (polnisch Kamienica pod Gwiazdą) ist ein Gebäude in Toruń (Polen).

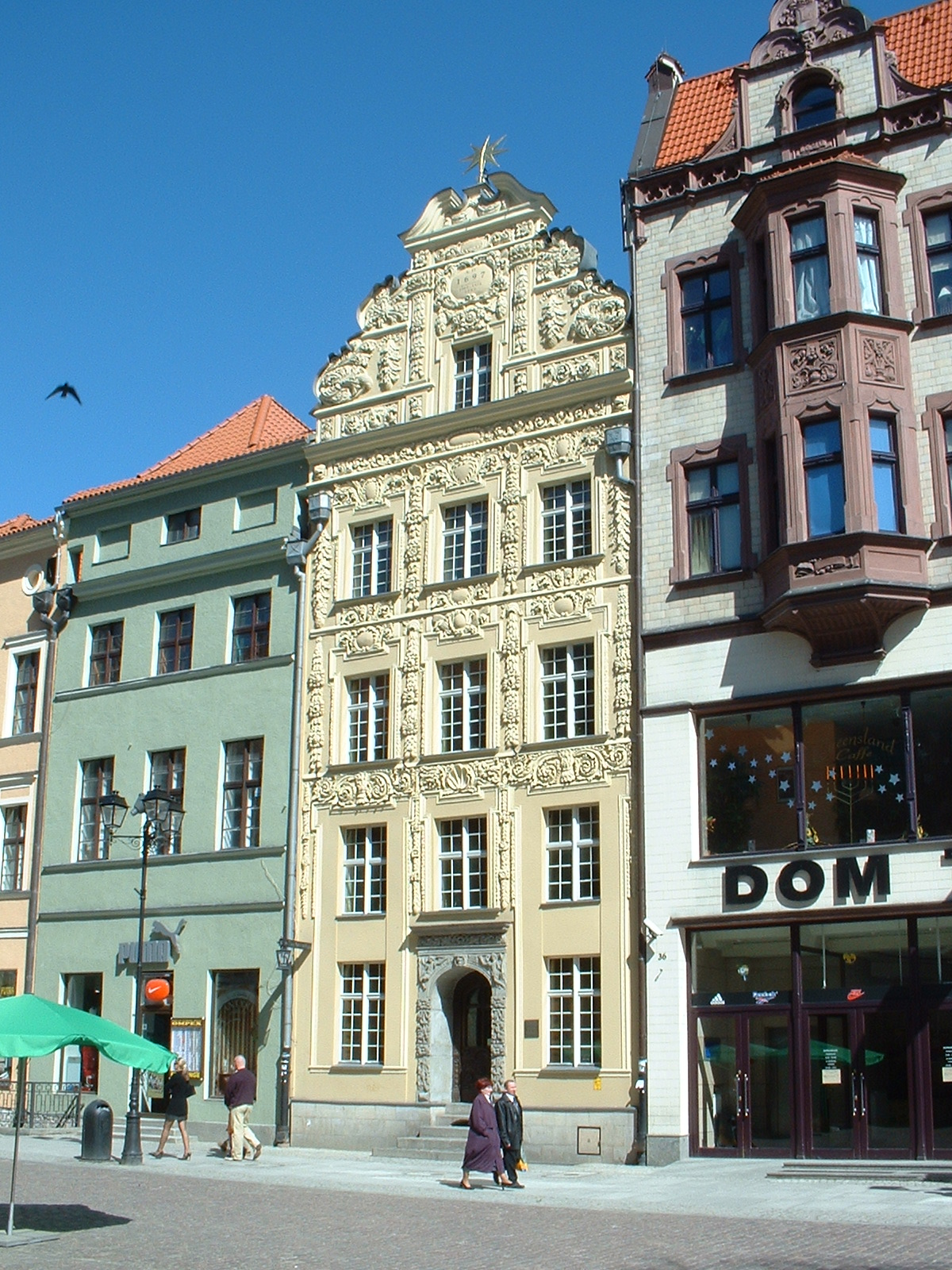
Fassade des Miethauses

Das Haus zeichnet sich durch eine spätbarocke Fassade mit einem goldenen Stern über dem Giebel aus (daher stammt der Name). Seine Geschichte ist durch zahlreiche Umbauten und Renovierungen geprägt, doch die Fassade zeigt die einheitliche Gestalt des Umbaus von 1697.

## Lage
Das Haus befindet sich in dem Altstadtkomplex auf der Seite des Altstädter Markts 35 (polnisch Rynek Staromiejski).

## Geschichte
Das Haus wurde in der zweiten Hälfte des 13. Jahrhunderts erbaut. In der Gotik wurde es mehrmals umgebaut und wechselte auch die Eigentümer. Einer von ihnen war der Lehrer der Söhne von Kasimir IV. Andreas, Dichter und Humanist Filippo Buonaccorsi (1437–1496), der Kallimach genannt wurde. 
In der zweiten Hälfte des 16. Jahrhunderts wurde das Gebäude um das zweite Stockwerk erhöht und erhielt eine mehrstöckige räumliche Anordnung, die für die damaligen bürgerlichen Mietshäuser charakteristisch war und Wohn-, Gewerbe- und Lagerfunktionen kombinierte. Es wurden auch Galerien im mittleren Teil der Stockwerke sowie eine polychrome Decke im hinteren Teil des Erdgeschosses gebaut. Die Decke im ersten Stock stammt aus der Zeit um 1630–1640 und der zweite Stock aus der Zeit um 1620 (verlegt aus dem Mietshaus in Altstädter Markt 24). Ende des 17. Jahrhunderts gab der neue Eigentümer, der Stadtrat der Altstadt Johann Georg Zöbner, dem Gebäude eine barocke Einrichtung. Das Mietshaus erhielt ein barockes Äußeres (Datierung "1697" im Giebel) mit einem reich verzierten Portal. Die Fassade ist mit Blumen- und Fruchtmotiven aus Stuck verziert. Im Flur befindet sich eine Wendeltreppe vom Danzig-Typ, die von einer Minerva-Figur und dem Löwen mit einem Schild bewacht wird.
Zu Beginn des 19. Jahrhunderts wurde der Raum im ersten Stock mit einer illusionistisch bemalten Kolonnade in ionischer Ordnung und Pseudokassettendecken dekoriert. In der zweiten Hälfte des 19. Jahrhunderts wurde beim nächsten Umbau des Mietshauses eine zweite Wendeltreppe aus Gusseisen an der Stelle eines Schornsteins eingebaut.
Seit 1970 beherbergt das Gebäude das „Kunstmuseum des Fernen Ostens“ (polnisch Muzeum Sztuki Dalekiego Wschodu).

## Galerie

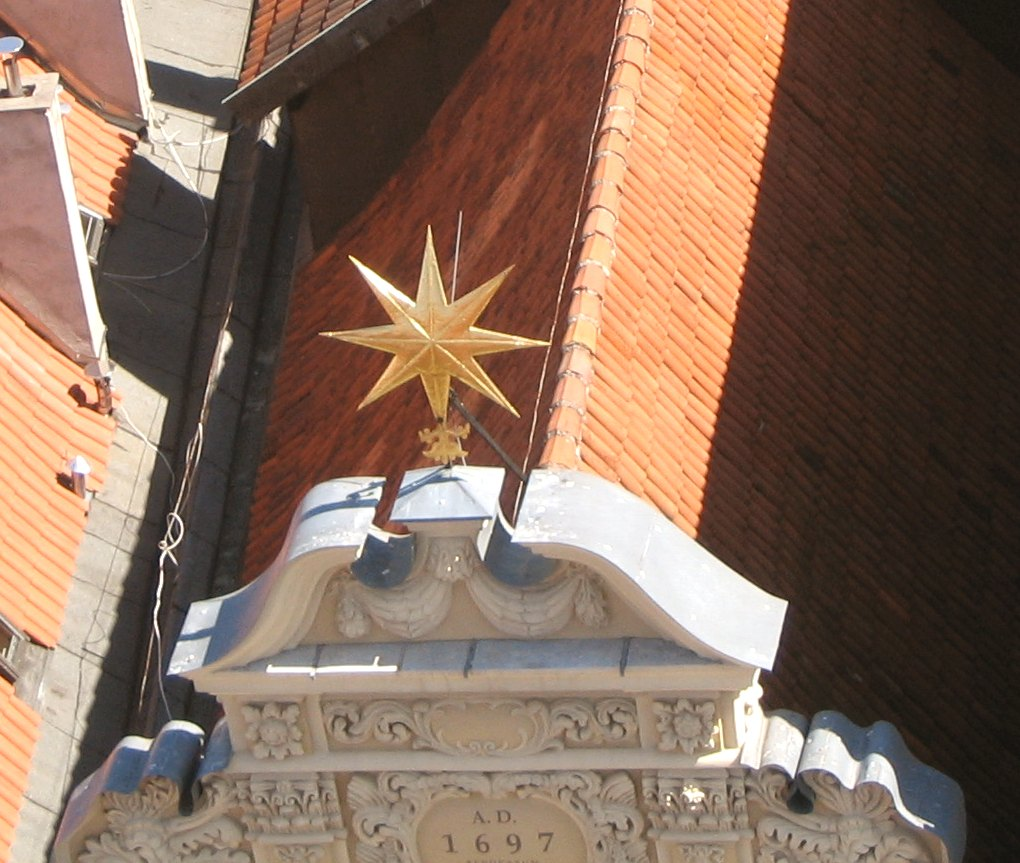
Stern auf dem Giebel des Hauses
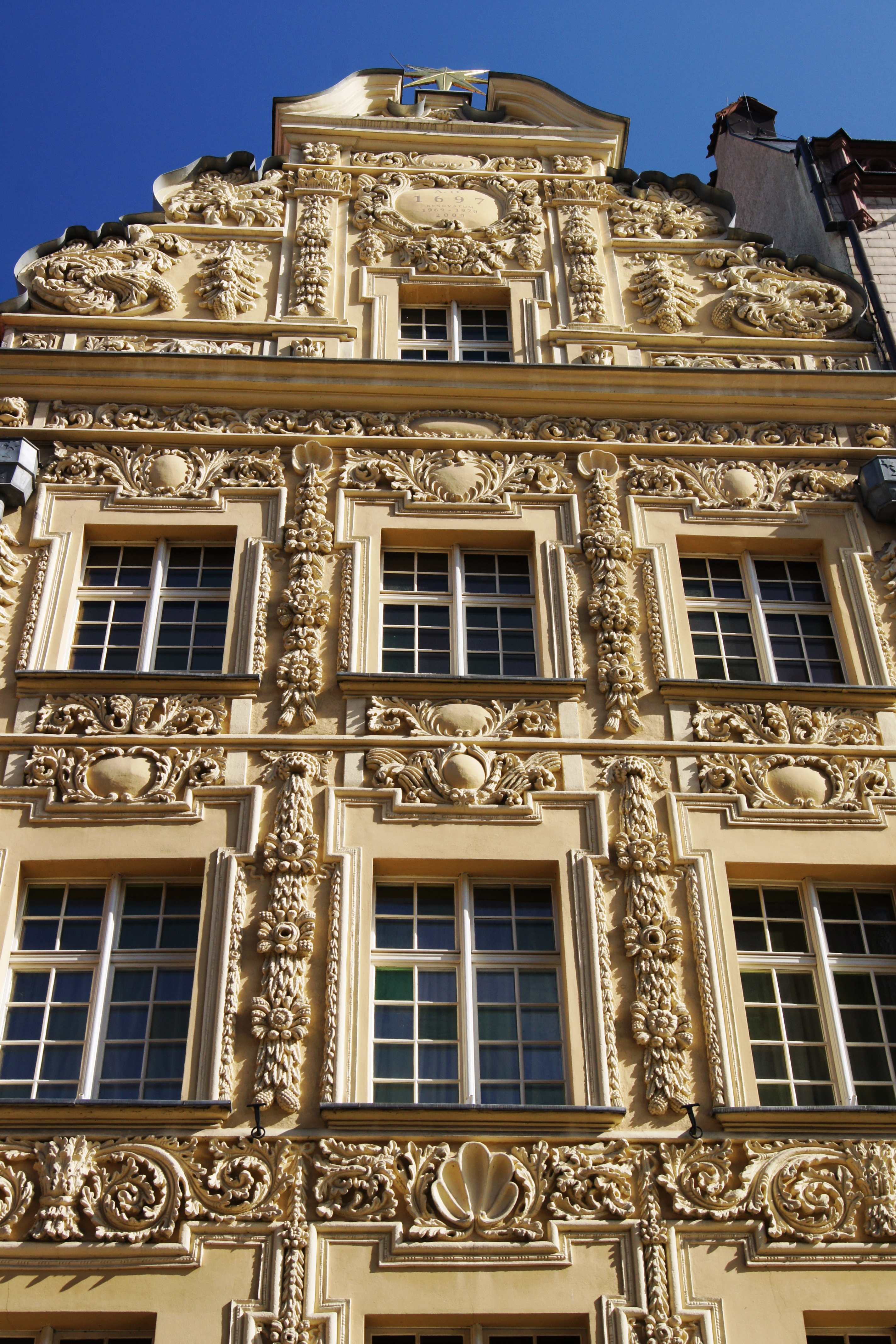
Fassade
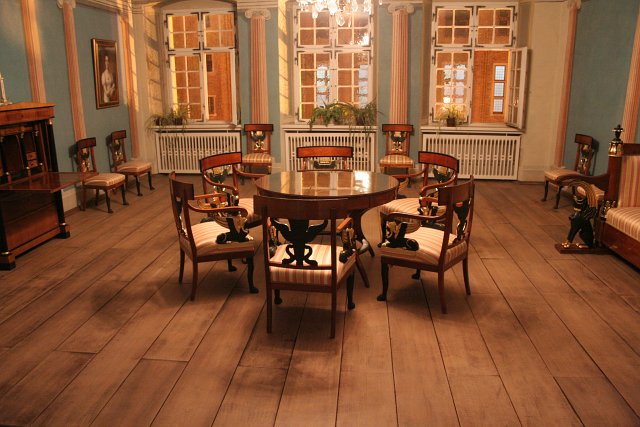
Raum
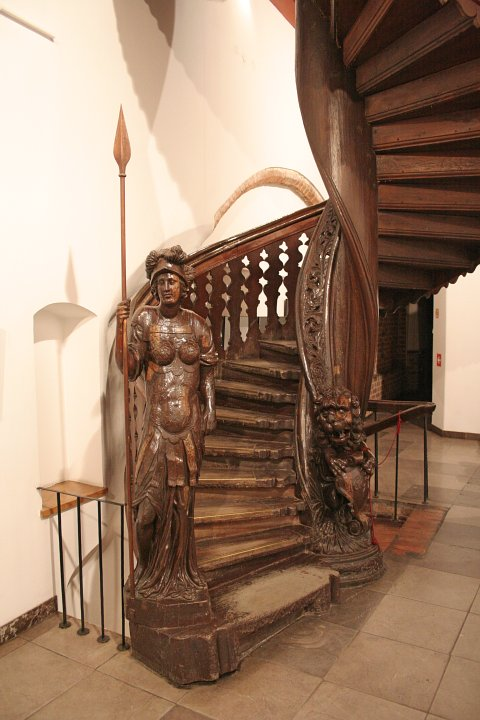
Wendeltreppe
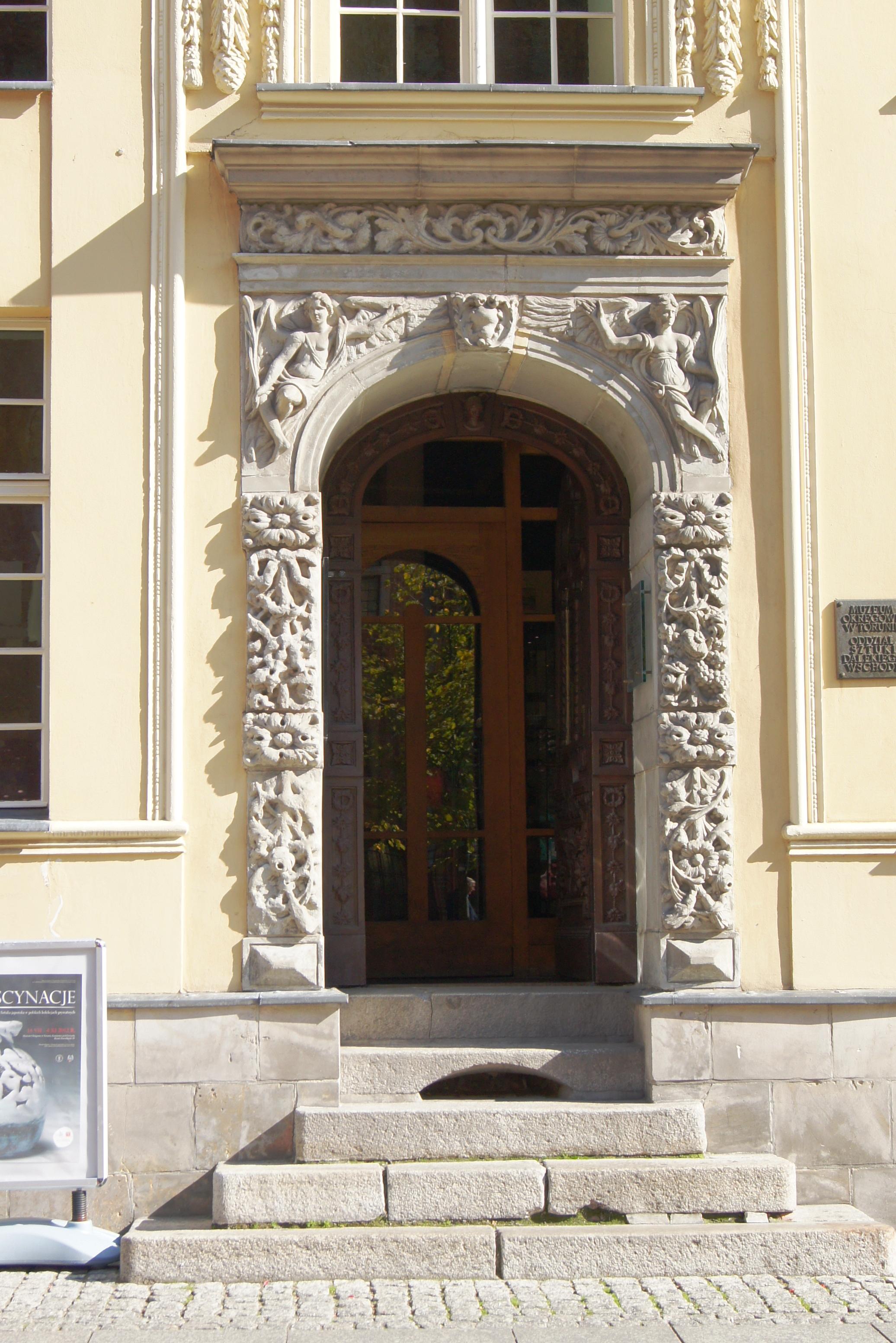
Portal